# Leontodon hyoseroides
Leontodon hyoseroides là một loài thực vật có hoa trong họ Cúc. Loài này được Welw. ex Rchb. mô tả khoa học đầu tiên năm 1832.